# NGC 1664
NGC 1664 (również OCL 411) – gromada otwarta znajdująca się w gwiazdozbiorze Woźnicy. Została odkryta 24 października 1786 roku przez Williama Herschela. Jest położona w odległości ok. 3,9 tys. lat świetlnych od Słońca.